# 道格·大衛森
道格·大衛森（Doug Davidson，1954年10月24日—）是美國的一位演員。他最著名的作品是在CBS肥皂劇年輕和騷動不安的一族中飾演Paul Williams角色，也是該據目前最長壽的角色。